# Jacob Tierney
Jacob Daniel Tierney (Montreal, 26 de septiembre de 1979) es un actor, director de cine y guionista canadiense. Es conocido por interpretar a Eric en Are You Afraid of the Dark? (1990-1992) y Glen en Letterkenny (2016-2021).
Tierney es hijo del productor Kevin Tierney. En 1993 protagonizó la película Josh and S. A. M..

## Filmografía
- 1993: Josh and S. A. M.
- 1995: Neon Bible
- 1998: This Is My Father
- 2000: Poor White Trash
- 2003: Twist (director y guionista)
- 2004: Blood
- 2007: Walk All Over Me
- 2009: The Trotsky (director y guionista)
- 2010: Good Neighbours

### Series de televisión
- 1991: Dracula: The Series
- 1992: Are You Afraid of the Dark?
- 1996-1998: Straight Up